# Bandera de Huesca
La bandera de Huesca se compone de la Cruz de Borgoña y de complejos motivos de carácter geométrico en colores blanco, rojo, amarillo y verde. En el centro de la bandera hay un pequeño escudo con el lema romano VV Osca (vrbs victrix osca-Ciudad Vencedora Huesca).

## Historia
La antigua bandera de la ciudad era la del Ángel custodio como protector de Huesca durante la Edad Moderna pero durante la Guerra de Sucesión Española, la Corona de Aragón apoyó al Archiduque Carlos y cuando Felipe V de España se hizo con el trono proclamó los Decretos de Nueva Planta que quitaba los fueros de Aragón. Felipe V "obsequió" a la ciudad con esta nueva bandera.

## Curiosidades
La cruz de San Andrés cuyo origen último está en Borgoña, llegó a España con el Emperador Carlos V, primer monarca de la Casa de Austria. Entre los siglos XVI y XVIII, se convirtió de hecho en la “bandera” de España, hasta que fue sustituida por la actual enseña rojigualda.
La cruz o aspa roja podía aparecer sobre fondo blanco (así figura todavía, por ejemplo, en la cola de los aviones militares españoles o en la bandera del Estado norteamericano de Florida, una antigua colonia de España), o bien, como en la bandera de Huesca, sobre un abigarrado y colorista fondo de tipo geométrico.
En los siglos XVI y XVII, las Compañías formadas por vecinos de Huesca que el antiguo Concejo reclutaba en caso de guerra o grave peligro salían a campaña llevando ya banderas muy similares a la actual.
Otros ejemplos de banderas con la cruz de San Andrés en España son las de Vitoria, Logroño y Tenerife entre muchos otros.